# Церква Усікновення голови святого Івана Хрестителя (Вигода)
Церква Усікновення голови святого Івана Хрестителя у Вигоді — парафія і храм греко-католицької громади Заліщицького деканату Бучацької єпархії Української греко-католицької церкви в селі Вигода Чортківського району Тернопільської области.
Оголошена пам'яткою архітектури місцевого значення (охоронний номер 505).

## Історія церкви
Парафія була заснована у 1878 році та відновлена в лоні УГКЦ наприкінці 1989 року. До 1946 року парафія і храм належали до УГКЦ, а з 1946 по 1960 рік — до РПЦ. У 1960 році державна влада закрила церкву, яка була збудована у 1927 році на пожертви жителів села.
У 1992 році іконостас розписав художник із Чернівців Микола Самойленко.
У селі також знаходиться капличка Богоявлення Господа Нашого Ісуса Христа.

## Парохи
- о. Роснецький (1927—1943),
- о. Ярослав Савчинський (1943—1945),
- о. Дуб'яниця (1945—1960),
- о. Микола Романець (1989—1993),
- о. Володимир Драбик (1993—1999),
- о. Михайло Дмитрик (2000—2001),
- о. Роман Бриздей (2003—2008),
- о. Петро Мельничин (з 2008).